# Ходьба

Ходьба слона

Ходьба — (рефлекс) один із способів локомоції людини і тварин; здійснюється в результаті складної координованої діяльності скелетних м'язів та кінцівок.

## Загальні уявлення
- Ходьба є видом локомоції людини і тварин (ходьба людини, ходьба коня, ходьба собаки).
- Ходьба є найбільш природним видом локомоції (ходьба, біг, стрибки, лазіння) людини.
- Ходьбу образно описують як «кероване падіння». При кожному кроці людина нахиляється вперед і починає падіння, якому перешкоджає висунута вперед нога. Після того, як вона торкається землі, на неї переноситься вага тіла, коліно згинається, амортизуючи падіння, і випрямляється, повертаючи тіло на вихідну висоту. Таким чином, людина ненадовго виводить себе зі стану рівноваги, зміщуючи вперед свій центр ваги і потім, за допомогою витягнутої вперед ноги, повертається у вихідне положення.
- Ходьбу розглядають з позиції моделі прямого і зворотного маятника, розглядаючи сегменти кінцівок і тіло як систему фізичних маятників.
- За образним висловом Миколи Бернштейна, який об'єднав біомеханіку і нейрофізіологію рухового апарату в єдину науку фізіологію рухів, ходьба це: «… Синергії, що охоплюють всю мускулатуру і весь руховий апарат зверху до низу»;

«… Циклічний акт, тобто рух, в якому періодично повторюються знову і знову одні і ті ж фази».
- Ходьба (поряд із стоянням) — це рухова дія (акт), результат реалізації рухового стереотипу, комплексу безумовних і умовних рефлексів.
- Ходьба — це рухова навичка, яка являє собою ланцюг послідовно закріплених умовно рефлекторних рухових дій, які виконуються автоматично без участі свідомості.
- Ходьба — автоматизований руховий акт, що здійснюється в результаті складної координованої діяльності скелетних м'язів тулуба і кінцівок.

## Близькі за значенням слова
- «Хода» — особливості поз і рухів при ходьбі, характерний для конкретної людини.
- «Постава» — звичне положення тіла людини у спокої і русі, у тому числі при ходьбі.

## Види ходьби
- Багатонога ходьба, що розглядається як сукупність елементів, властивих двоногій ходьбі;
- Двонога ходьба (біпедалізм);
- Ходьба робота;
- Ходьба тварин;
- Ходьба людини;
- Ходьба нормальна;
- Патологічна ходьба;
- Ходьба на протезі;
- Ходьба з опорою на тростину (на дві палиці;
- Ходьба при порушенні рухливості в суглобах;
- Ходьба при втраті або порушенні функції м'язів;
- Ходьба на протезі нижньої кінцівки (після ампутації на рівні гомілки, стегна, тазу);

## Цікаві факти
- Оптимальний темп ходьби запрограмований частотними характеристиками тіла людини, тобто геометрією нижньої кінцівки і пружністю зв'язкового-м'язового апарату. Він приблизно дорівнює резонансній частоті нижньої кінцівки.
- При ходьбі стійкість тіла збільшується в кілька разів порівняно зі стійкістю при стоянні. Цей біомеханічний феномен дотепер не вивчений. Існує гіпотеза, що пояснює стійкість тіла при ходьбі коливальними рухами центру гомілковостопного суглоба. Тіло людини представляється з позиції перевернутого маятника з центром в області гомілковостопних суглобів, який набуває стійкість у вертикальному положенні, якщо його центр здійснює коливання вгору-вниз з досить високою частотою (маятник Капіци).
- За 70 років життя людина робить в середньому 500 мільйонів кроків і долає шлях, приблизно дорівнює відстані від Землі до Місяця (384 тис. км).
- Переможець Кубка світу в спортивній ходьбі в 1983 р. пройшов 20 км з середньою швидкістю 15,9 км/год.
- Локомоції дітей віком до 6 років нестійкі, що пов'язано з несформованим руховим стереотипом. За словами Миколи Бернштейна це і не ходьба і не біг, а щось ще не визначене.
- Спортивний лікар Кеннет Купер вважав, що для досягнення задовільної тренованості потрібно проходити відстань не менше 6,5 км у прискореному темпі.
- Рецепт здоров'я від Миколи Михайловича Амосова (1913—2002): «Ходити потрібно тільки швидко, завжди швидко, щоб пульс частішав хоча б до 100, покриваючи відстань 4-5 км.».
- Ризик розвитку постменопаузального остеопорозу істотно нижче, якщо жінка проходить більше 12 кілометрів на тиждень.
- Швидка ходьба (6 км/год.) тривалістю більше 3,5 годин на тиждень вдвічі знижує ризик першого інфаркту міокарда і продовжує життя на 9,5 років.